# 中式婚禮

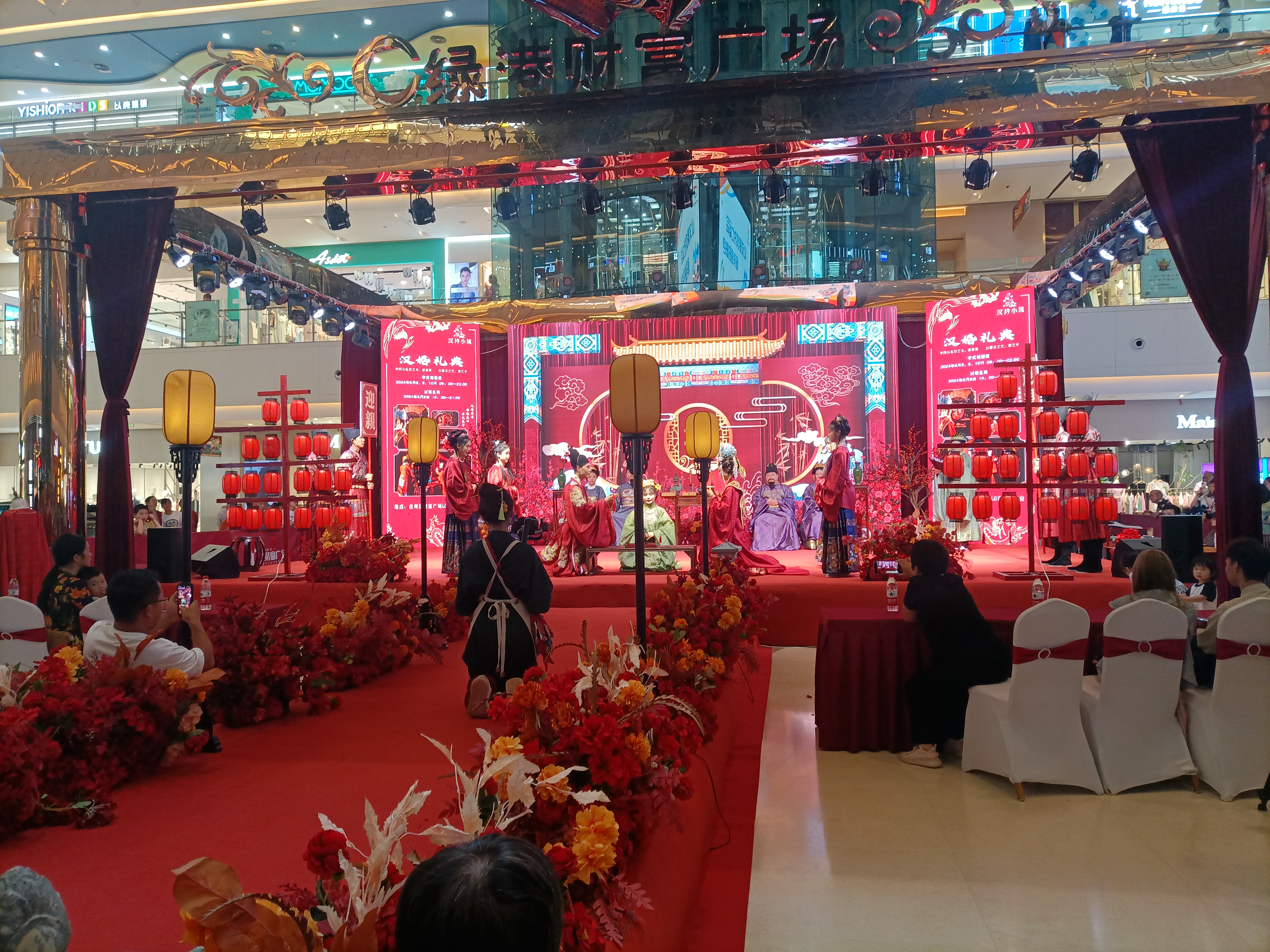
现代还原明式中式婚礼

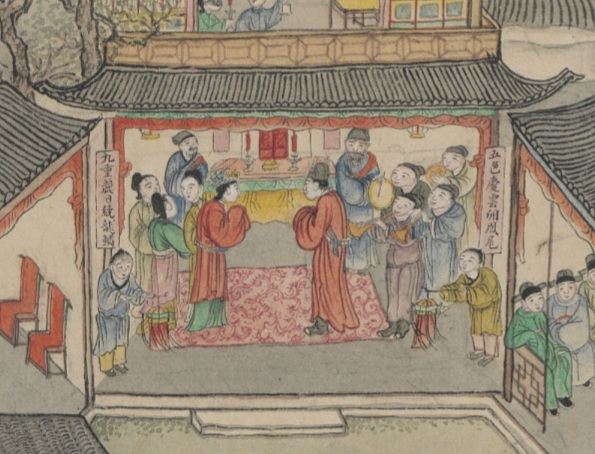
图中描述明朝婚礼

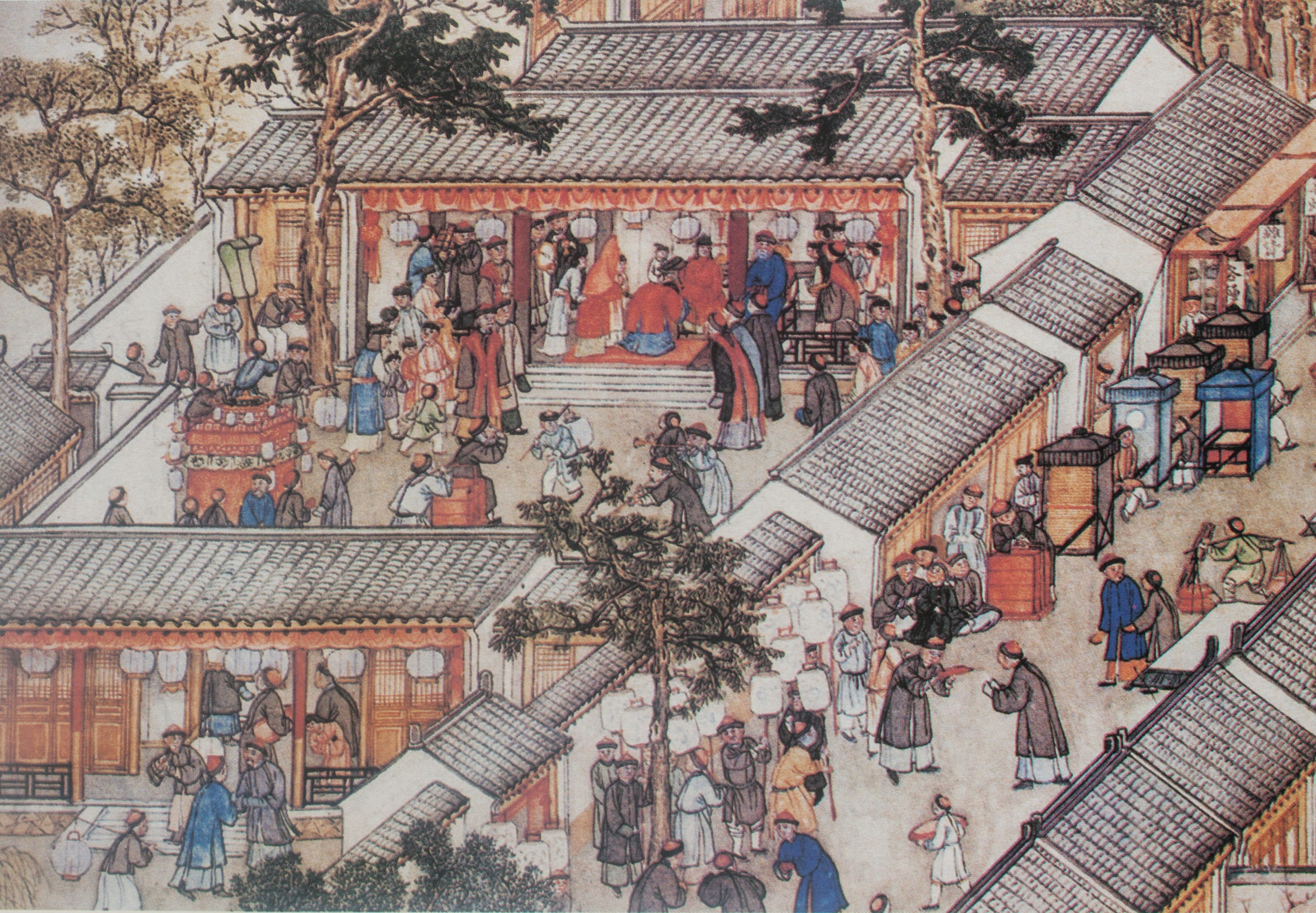
清朝乾隆年间徐扬所画《姑苏繁华图》中描绘的中式婚礼中新郎、新娘拜堂的过程

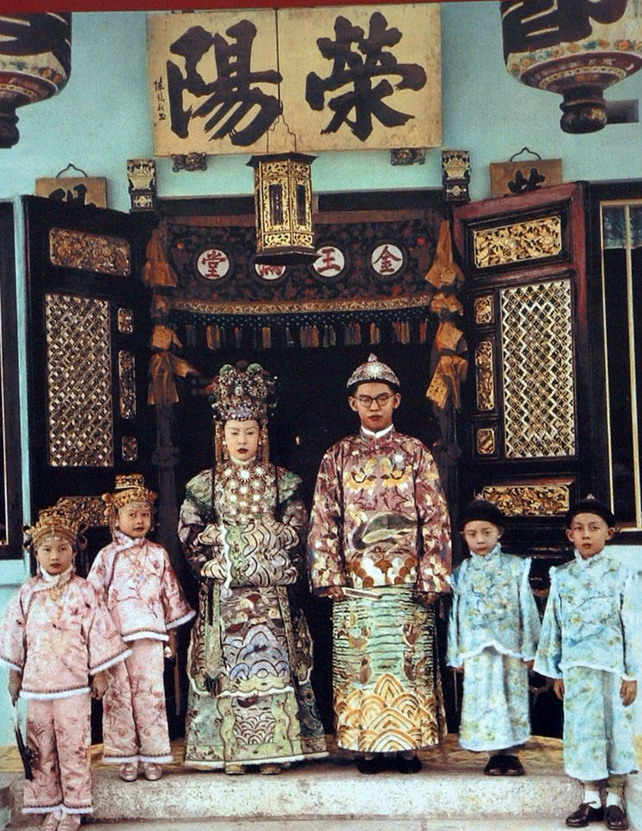
1941年槟城土生华人的传统中式婚礼

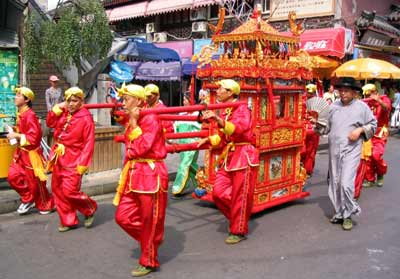
现代宁波的迎娶队伍

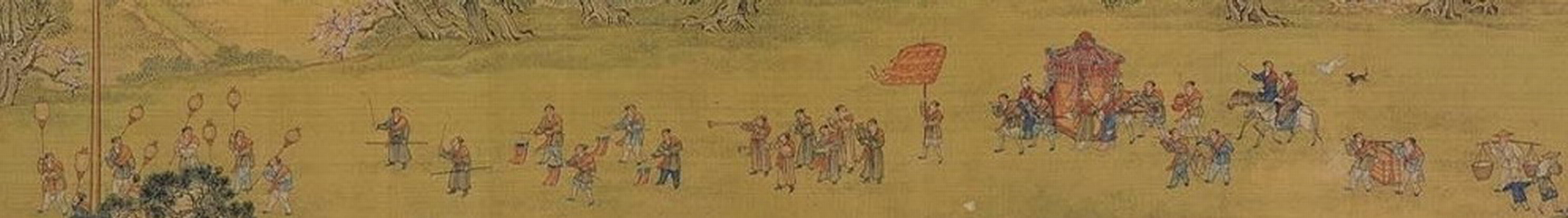
《清明上河图》中的迎亲隊伍

中国传统婚礼是华夏文化的重要部份。古人认为黄昏是吉时，取阳往阴来之意，所以会在黄昏行娶妻之礼；基于此原因，夫妻结合的礼仪称为「昏礼」。昏礼在五礼之中属嘉礼，是继男子的冠礼或女子的笄礼之后的人生第二个里程碑。

## 历史
传统中式婚礼从夏商时代才开始出现“亲迎于庭”和“亲迎于堂”的礼仪，之前仅有聘禮，后来又增加了“必告父母”的环节，到讲究礼仪的周朝，才开始形成完整的婚礼礼仪，所规定的六礼从此为中国传统婚礼的样板。中国古代婚姻之的目的是祭祖和传宗接代，而并非以男女的感情作为维系婚姻关系的基础，这就是中国古代婚姻重形式而轻内容，重社会性而忽视夫妻个体感受的特点。这种中国古老的婚姻思想之影响力甚至一直持续至今，特别是传宗接代的思想在中国一些比较落后的农村地区，仍然占据一定的地位，始终是婚姻所必须完成的使命。中国古代婚姻是一夫一妻多妾制，在这种婚姻制度中，妾室地位遠低于嫡妻。相比较于嫡妻，納妾(妾在古代有如貨物，可供買賣送贈，妾室之娘家也非姻親，所以只能用「納」，不能用「娶」)的仪式较为简单(儀式按妾之出身及與妻之親疏而有所不同)。娶妻的仪式则较复杂与隆重，周代周天子娶妻前后历时一年多，诸侯则超过半年。后世有所简化，但皇家婚礼仍耗时颇多。唐朝太子李弘娶太子妃裴氏时，耗时一年。中国的婚礼可分为三个阶段：
- 婚前礼，即订婚。
- 正婚礼，即结婚或成婚的礼仪，就是夫妻结合的意思。
- 婚后礼，是成妻、成妇或成婿之礼，这表示了男女结婚后的扮演的角色。

在中国传统的结婚习俗里，婚前礼和正婚礼是主要程序，这些程序都是源自周公的六礼。据《礼记·昏义》记载：“昏礼者，将合二姓之好，上以事宗庙，而下以继后世也，故男子重之，是以昏礼纳采、问名、纳吉、纳征、请期，皆主人筳几于门外，入揖让而升，听命于庙，而拜迎于门外，入揖让而升，听命于庙，所以敬慎重正昏礼也。……故曰昏礼者，礼之本也。” 而所谓的六礼，据《仪礼》的记载，分别是纳采、问名、纳吉、纳征 、请期、亲迎。据说六礼是创于周朝的，有学者认为周文王时代已有六礼，不过亦有人不从六礼。
汉平帝元始三年，刘歆等杂定婚礼 。，四辅公卿大夫传千朗史家属可行亲迎，次年立皇后亦纳采、卜吉。 魏晋南北朝时，皇太子娶太子妃的婚礼都没有请迎，自东汉到东晋时很多时都不依六礼成婚。唐代以后，皇太子开始请迎，而亲王的婚礼都会依随六礼。后来暨「问名」于「纳采」和「请期」于「纳征」；是故虽然概念上还是依六礼而行，实际上只有「纳采」、「纳吉」、「纳征」和「亲迎」四礼。而朱子家礼更将「纳吉」和「纳征」合为一礼，所以只有三礼。元朝时，婚礼会加多议婚一礼。明朝洪武元年时，方以朱子家礼为标准制定婚礼。清朝时，据通礼记载，汉官自七品以上共有九礼，但都拼入了成妇成婿之礼，而古代的六礼亦只余下「议婚」、「纳采」 、「纳币」、「请期」与「请迎」五礼。其他士、庶人结婚都较皇族和士族简单，而民间的婚礼一般都会依朱子家法进行。据中国时报于1991年报导，顶级豪门婚礼于1935年在台湾新竹市北门街举行，台湾总督与台湾军司令为男方主婚人谢大臣( 谢介石)满州国外交总长兼驻日全权大使调派全台警察与宪兵，三步一岗，五步一哨于新竹城保护谢大臣等安全,，婚礼队伍长达约十公里，新娘手中嫁妆一纸300甲良田最贵重。
在所有中国传统古礼中，婚礼最受重视。所有礼仪中，婚礼是最烦杂的古礼。古人对婚姻如此重视的重要原因是为了传宗接代，繁衍家族，让自己的家族人丁兴旺。所以传统中式婚礼规矩众多、十分讲究。相较现时，过去生产力低下，科技落后，古人无法正确的以科学解释和应对恶劣的生活环境及其之形成原因，遂归咎其于妖魔鬼怪，以崇拜祭祀神明以乞平安。而中国民间咸信婚礼乃人生最重要、美好、快乐、隆重的一刻，繁琐的中式婚俗礼仪其实无一不反映了人们希望借一切力量保佑婚礼能顺利举行，同时借其祝福新人及其家族的良好祈愿。所以这些繁琐的中式婚俗礼仪并非只是迷信的民间信仰，而是长久以来，人与变幻无常的大自然抗争、克服各种危险环境的一种精神寄托和心理防卫系统。传统中式婚礼中虽有封建糟粕，和现今视为迷信的观念，但是其中积淀了中国几千年来发展的文化，对于当代正确的婚姻道德价值观仍有正面意义。如夫妻忠诚，相濡以沫，白头偕老等等观念，均起到了规范婚姻道德价值观的作用，体现出了对婚姻负责任的态度。虽然现代社会中一场完整的，包括所有古代婚俗礼仪的传统中式婚礼已不存在，但几乎所有古代婚俗礼仪都被中国各地不同的当地婚俗礼仪分别的，却也是较为完整的保留了下来，特别是在广大农村之中。但在城市中，由于现代年轻人多行西式婚礼，传统中式婚礼及其婚俗礼仪因而在城镇中已逐渐式微。

## 婚前礼
中国民间有时也将说媒归纳于婚前礼中，因为在数千年中国历史中，媒人在传统中式婚礼中十分重要，所以中国民间有说：“天上无云不下雨，地上无媒不成亲。”

### 三书六礼
正式的婚前礼一般始于三书六礼，乃中国的传统婚姻习俗礼仪。 「三书」指在「六礼」过程中所用的文书，包括聘书、礼书和迎书。 「六礼」是指由求婚至完婚的整个结婚过程。 「六礼」即六个礼法，指纳采、问名、纳吉、纳征、请期和亲迎。，其中纳采、问名、纳吉前三阶段称为议婚，亦称议亲。

### 聘礼
聘礼又称彩礼、聘金，是指男女结婚，新郎或其家庭给予新娘父母的一部分金钱、财产或礼物。彩礼在性质上属于男方对女方父母的赠与，一般是不能要回的 ，古代只有少数情况如悔婚之类除外，例如唐律规定，女方在订立婚约后悔婚，不仅要杖六十，而且要退回全部聘礼；若男方悔婚，则不得追回聘礼。后世直至今日也遵循此原则，只有悔婚时才可归还彩礼。

### 嫁妆
和世界多数其他地区一样，在古代中国嫁妆除作为妻子自用和守寡后的生活费，其他主要用途是如果夫家衰败了，没钱为孩子们出教育费用和女儿的嫁妆，这时妻子须用部分嫁妆承担这些费用。此外，在夫家有经济能力出嫁妆时，为了提高女儿在婆家的地位，妻子也可用其本人的部分嫁妆再进一步为女儿的嫁妆增资。
嫁妆是已婚妇女的私人财产，自宋以降受到历代法律的保障：夫家人无权指染妻子的嫁妆。通常情况下，如未经妻子的同意，夫家任何人都不能动用嫁妆，而且夫家人所有人不得以任何理由霸占嫁妆。妻子去世后，嫁妆只能由其子女继承，如妻子无后，其娘家人可取回嫁妆。如夫妻离婚，则嫁妆清单上的所有财产都要归还女方。

### 鋪房
鋪房是婚前礼的一系列婚俗礼仪中最为重要的，主要是在男方家里为新人准备洞房。自周以降，中华文化里以东为首，因而传统上中国民间习俗认为娶妻到东房，婚姻则敦敦实实，所以通常选正面靠东的房间作洞房。由于现在即使是传统中式婚礼，也都多选在旅馆举行，因而此俗特别是在城市中已逐渐式微。其余准备新房的各项婚俗礼仪在中国各地都有所保留，却因地而异，一般多为于迎娶队伍出发前举行，但也有于迎娶队伍出发后举行，而各地相同之处是如果婚礼为分三日举行，各地准备新房的各项婚礼仪式则都于婚宴前一日举行。

## 迎娶
迎娶根据新郎是否亲自去新娘家接新娘而分为单顶娶或双顶娶两种。新郎不亲自去新娘家接新娘时，迎娶队伍中只须为新娘一人准备一顶轿子，所以谓之单顶娶，肇因新人所乘轿子的顶数是单数。新郎亲自去新娘家接新娘时，迎娶队伍中须为新人准备两顶轿子，所以谓之双顶娶，肇因新人所乘轿子的顶数是双数。

### 轿门对上联
轿门对即贴在轿门上的对联。旧时很多地区如新郎本人或其的父、兄、叔、伯、舅考取了科举名次(功名必须是经科举考试而得，花钱捐来的不算)，中举最高名次者需用红纸写好上联，贴在轿门右边，等迎娶队伍到达女方家时，女方出下联，贴在轿门左边，才能发轿送新娘回新郎家。有些地区即使家中无人中举，也会请儒生行此俗，因为这个婚俗反映了希望子孙成才，注重教育的中华传统美德。但此俗于清末科举取消后已式微，至今尚有部分地区保留。

### 启媒
启媒又称圆媒，即媒婆带领男方迎娶队伍到女方家去接新娘。家境并不富裕的家庭雇不起专职迎亲婆时，媒婆须同时兼任迎亲婆。很多地区有迎娶队伍出发前或出发时派人带礼品去新娘家报信的婚俗礼仪，而所带礼品因各地不同的婚俗礼仪而有所不同。例如有的地区送旧时民间妇女织布时所坐的坐机板，借织布谐音致富，同时也反映了中国妇女辛勤劳动的传统中华美德。有的地区送连刀肉和连根葱，以示骨肉相连。有的地区送块干酵母，要在女方发轿时在门坎上摔成两段，门外的归新郎家，门内的留娘家，意为两家都“发”。

### 女家中進行的仪式
男方迎娶队伍获准进入新娘家后，并不能马上接走新娘，双方都须完成一系列婚俗礼仪后方能成行。在新娘家中的婚俗仪式。

### 新娘出門
是指新娘離開娘家，前往男家的過程。由於自宋代起新娘多坐花轎前往男家，因此又稱上轎。新娘出門要完成一系列婚俗礼仪。現代新娘多乘搭汽車前往男家，但不少出門習俗依然保留。在完成新娘出門前的一系列儀式後，新娘才可以出門。

## 拦花轿
拦轿：迎娶队伍从新娘家出村时，村民们会在村口路上设香案拦轿，以讨喜糖。也有更简单的形式，只以一张贴了红纸的凳子拦轿，又称拦嫁妆。民国以降，设香案已不多见，简化成以一张桌子、一条凳子、一片布幔，甚至一根绳子代之。

## 拦车马
拦车马、又稱回车马，是中式婚禮中的一個習俗，源于民间习俗“一山容不下二虎，一家供不起二祖”：。嫁女时须祭祖祈求先人在天之灵及众神保佑，以保护新娘一路平安抵达夫家，所以本家之家神如历代祖先和管香火延续的车马神等都会跟随迎娶队伍前往新郎家。但女方家神只负责保佑新娘，会对男方因相冲而不利夫家。男方因此须行拦車馬礼，把女方家神拦在夫家门外并请回去，好让男方家神接管。这是双方家神的交接仪式。

## 过门
过门指女孩子从娘家的门过到婆家的门，泛指女子出嫁。完成了拦门时的一系列婚俗礼仪仪式，花轿终于进了院门，又开始了下一轮的婚俗礼仪仪式。

## 拜堂
拜堂是婚礼中一个很重要的仪式，而拜堂的时间要由星相士选定良辰进行。拜堂原不属于古代「三书六礼」之中的礼仪。拜堂之俗至少始自唐代，自皇室至士庶，普遍行之。宋以后，风行全国，所拜为天地、祖宗、公婆，并夫妻对拜，表示从此女子成为男方家族的一员，因而成为婚礼过程中最要的大礼。自宋以降，拜堂范围扩大，除天地祖先及夫妻对拜外，更须拜毕家族尊亲。拜堂时，由赞礼唱喜词引导，两位全福人搀扶新娘新郎并肩而立在香案前，拜天地、拜祖先、拜父母，然后夫妻对拜。拜天地代表对天地神明的敬奉；而拜公婆是对孝道的体现；夫妻拜代表夫妻相敬如宾。因自周以降，中华文化里以东为首，所以拜堂时新郎跪于东，新娘跪于西。大部分地区新人拜堂就位时，赞礼须同时吟吉语，例如：“香烟缥缈，灯烛辉煌，新郎新娘，齐登华堂。”：

## 长明灯

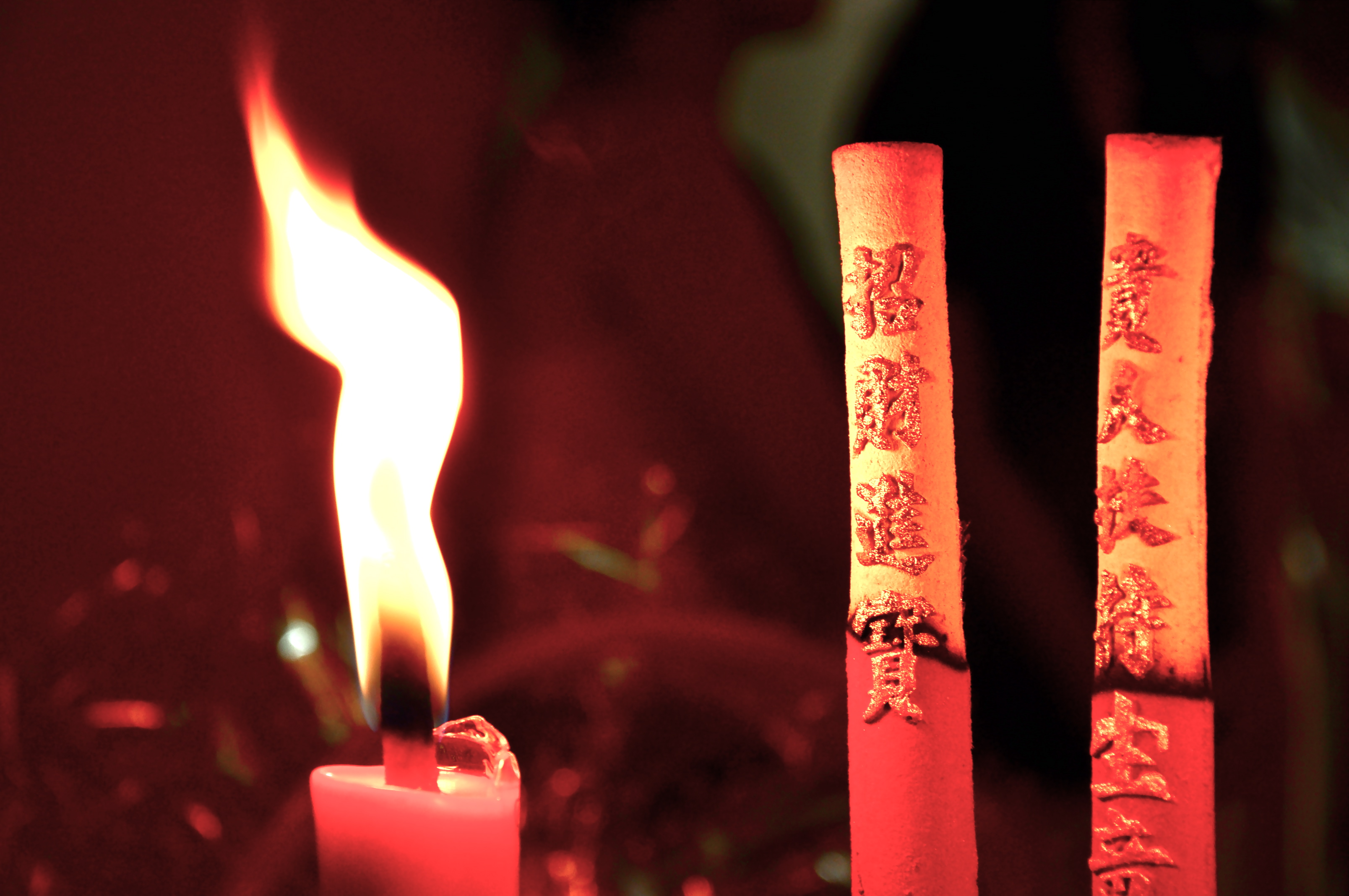
花烛

中式婚礼中所用香烛称为长命烛、长明烛、长寿烛、长命灯、长明灯、长寿灯，寓意祝福新人长寿，白头偕老。中式婚礼中点蜡烛有一个非常重要的寓意，那就是代表着香火的延续，所以婚礼所用香烛又称龙凤花烛。中国人自古就对香火的延续十分重视，因此这样的环节代表着家人对于新人延续香火的期盼。一些地区还须在插花烛的铜扦上各套一只红桔，意为“花烛夫妻早结子”。所以不同于西式婚礼中新人亲自点蜡烛，在中式婚礼中蜡烛是由新郎父母点燃的。而香烛则必须为女方所赠，以体现双方联姻，两家合璧。花烛点燃后最少要点一日，部分地区地方要点三日，中途不熄。中国民间以为，若中途熄灭了长命灯，新婚夫妇就难白头偕老。除了营造洞房花烛夜只气氛外，中国民间信仰也认为洞房内点烛也有辟邪功能。
- 点烛：点烛即点燃花烛。大部分地区点烛时，赞礼须同时吟吉语，例如：“花烛点燃二尺长，恭贺新郎取新娘。长寿烛（灯）光添福寿，夫妻和睦百年长。” 除新郎父母外，也有地区的婚俗是点龙凤花烛的人须是新郎的同辈而又是夫妻双全的青年，[35]以求吉祥。部分地区会于拜堂前先将花烛点燃再拜堂。
- 请烛：请烛是指将点燃的花烛从拜堂的香案上移至洞房的过程。在绝大部分地区，送亲婆和迎亲婆各执一烛，在赞礼的引导下走到洞房。如无送亲婆和迎亲婆，则以其他全福人或男女傧相代替。也有地区的婚俗是请烛之人须是新郎的同辈而又是夫妻双全的青年，[35]以求吉祥。大部分地区请烛时，赞礼须同时吟吉语，吉语须为新娘家于新娘上轿前祭祖时所吟之诗，例如：“龙烛光辉照厅堂，两姓合婚名誉香。男大当婚女大嫁，双烛透尾寿年长。”之所以吟女方祭祖之诗是为了强调双方联姻，两家合璧，新人成亲，同时也反映了中国民间注重家庭、宗族和先人之传统。
- 送烛：送烛是指将点燃的花烛安置在洞房内的香案或桌上及祭拜的婚俗仪式。花烛安置好后，赞礼引众人立拜。在大部分地区，赞礼引众立拜时须同时吟吉语，吉语须为双顶娶时新郎出发前祭祖时或婚后行庙见礼时祭祖所吟之诗，例如：“点起龙烛满堂光，照见一对好鸳鸯。来年必定生贵子，代代子孙系才郎。” 同吟女方祭祖之诗一样，之所以吟男方祭祖之诗也同样是为了强调双方联姻，两家合璧，新人成亲，同时也反映了中国民间注重家庭、宗族和先人之传统。

## 入洞房
送烛仪式完毕，赞礼引众人退出洞房，赞礼归位于香案前，高喊：“鸣锣升炮入洞房!”，此时鼓乐高奏，鞭炮齐鸣，新人于鼓乐鞭炮声中步向洞房。

## 出洞房
新人完成洞房内一系列婚俗礼仪之后需出洞房，但不能同时出洞房，须依一先一后之次序，而且新人不能主动出洞房，必须经赞礼带大家邀请之后才可出洞房，以示新人的尊贵和众人对新人的敬重。

## 婚宴
新人和其父母行完一系列婚俗礼仪以后，方能在赞礼的引导下从香案两侧的案旁离案入席。古代中式婚礼的正式婚宴多设在新郎家中，菜品之中定有大枣、莲子、桂圆，都是取其谐音，暗祝新人早生贵子。婚宴上一般不能随便自由入席、离席，必须等第一席的全部吃完了(先吃完的人要把筷子架在自己用的汤匙上表示等候他人的意思)，其他人才可离开。部分地区有主人燃放散席的鞭炮后众人才能离席，散席时乐师也要一齐奏乐的婚俗礼仪。若婚礼上有人意外失手打碎杯碗瓢盆，须收集残片，放入臼里中心处，象征破了又圆，以辟厄运。

## 闹洞房
闹洞房为传统中式婚礼中不可少的一环，俗言“结婚三日没大小”，闹洞房时很多禁忌都被解除了，人们之间的毫无规矩、随随便便、没大没小的关系均被礼法、风俗、和社会所允许。但在中国婚姻史上，闹洞房早先却并不存在：先秦汉代时期，婚礼肃穆、淳朴，当时嫁女的人家，一连三夜不熄灯，是因念及骨肉分离；而娶媳妇的人家，一连三天不奏乐，是因念及传宗接代、双亲日趋衰老；所以没有喧嚷纷闹大操大办的场面。入汉以后，社会经济发展，人们不再满足沉闷、古板的旧式婚礼，也不再遵守“三日不举乐”的古训，开始大操大办，使婚礼从原先淳朴、肃穆、庄严的仪式蜕变成蒙上豪华攀比的世俗化嬉闹、欢悦、讲究排场的喜庆。过去科技落后、生产力低下，古人无法以正确的科学方法解释和应对恶劣的生活环境，遂以归咎其于妖魔鬼怪、恶魅邪灵之方式作为一种精神寄托和心理防卫系统；并采取了于现代眼光看似迷信的种种手段来对抗大自然变迁造成的灾害，而其中之一的闹洞房就是为了驱逐洞房中的妖魔鬼怪、恶魅邪灵之阴气，增强人势的阳气，以求平安，所以俗言“人不闹鬼闹”。闹洞房时人声嘈杂，喜气洋洋，家中人气旺，可驱邪镇宅。而旧时为了避免新婚夫妇日后不和睦，和避灾去祸，对闹洞房者的选择是极其严格的：新郎家若中有病卧在床的亲人，则不能闹洞房。同时，产妇、孕妇、寡妇、婴儿、服丧者、生肖属虎、或生辰八字与新人相克的人是决不允许参与闹洞房的。此外，热闹乃传统中华文化日中常生活里的美学理想：热闹了才可形成欢快、喜庆气氛，热闹又象征家庭宾朋满座、邻里和睦、兴旺发达、将来会财源滚进，作为对新人之一种庆贺方式的闹洞房乃达到此境界之手段。所以，闹洞房时不管被闹得如何难堪和难以承受，新人，特别是新娘是绝不可动怒的，否则将被视为脾气暴躁、任性，连带其夫家也会被认为人缘不好，以后家境难以发达，日后并会遭他人取笑奚落、疏远孤立。因此中国民间普遍有“不闹不发，越闹越发”之讲法。

## 婚后礼
婚宴和闹洞房之后，新人及其双方家庭仍须完成一系列礼数仪式，传统中式婚礼才能算正式结束。